# In dubio pro reo
In dubio pro reo  predstavlja jedno od temeljnih načela krivičnog procesnog prava pored pretpostavke nevinosti. Ono znači da u slučaju sumnje treba presuditi u korist okrivljenog.
Kada sud u pogledu pitanja da li određena činjenica koja ide na štetu okrivljenom postoji ili ne, se nađe u sumnji mora uzeti da ona nije dokazana, i dodatno u slučaju sumnje u pogledu činjenica koje okrivljenom idu u korist, a ne mogu se sa izvesnošću utvrditi, mora se uzeti da su utvrđene. Ovim pravilom se uzima kao dokazano ono što nije dokazano.
Ukoliko nakon sprovedenog krivičnog postupka ostane u sumnji u pogledu krivične odgovornosti optuženog, sud mora doneti oslobađajuću presudu.